# Fédération luxembourgeoise d'athlétisme
La Fédération luxembourgeoise d'athlétisme (FLA) è una federazione sportiva che ha il compito di promuovere la pratica dell'atletica leggera e coordinarne le attività dilettantistiche ed agonistiche in Lussemburgo.